# Hypaedalea butleri
Hypaedalea butleri là một loài bướm đêm thuộc họ Sphingidae. Loài này có ở forests from Sierra Leone to Congo và Uganda.
Chiều dài cánh trước là 25–27 mm đối với con đực và 25–27 mm đối với con cái. 